# 바나나 스플릿
바나나 스플릿(영어: banana split 버내너 스플릿[*])은 미국의 후식이다.

## 만들기
1. 반으로 가른 바나나 위에 바닐라맛, 초콜릿맛, 딸기맛 아이스크림을 한 스쿠프씩 얹는다.
2. 시럽을 뿌린다.
3. 때에 따라 잘게 썬 견과류를 뿌린다.
4. 크림을 올린다.
5. 마라스키노 체리를 얹어 완성한다.

## 같이 보기
- 선디
- 파르페
- 그라니타
- 아이스크림
- 미국 요리